# Crinum xerophilum
Crinum xerophilum là một loài thực vật có hoa trong họ Amaryllidaceae. Loài này được H.Perrier ex Lehmiller mô tả khoa học đầu tiên năm 2001.